# Liste der Stolpersteine in Nördlingen

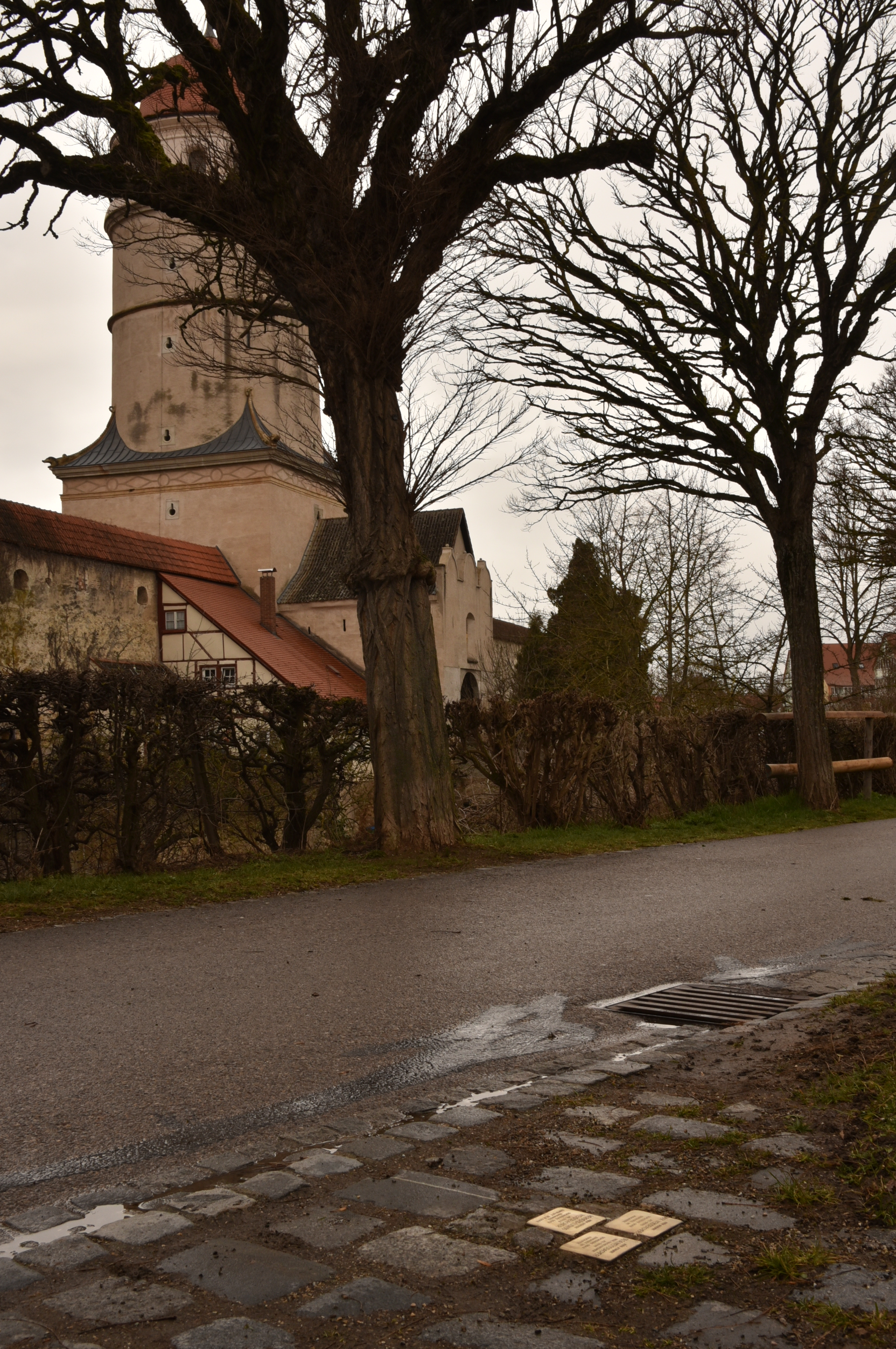
Stolpersteine im Löpsinger Graben in Nördlingen

Die Liste der Stolpersteine in Nördlingen enthält alle Stolpersteine, die im Rahmen des gleichnamigen Projekts von Gunter Demnig in Nördlingen verlegt wurden. Mit ihnen soll an Opfer des Nationalsozialismus erinnert werden, die in Nördlingen lebten und wirkten.

## Verlegte Stolpersteine
| Stolperstein | Inschrift | Verlegeort                            | Name, Leben                                     |
| --- | --- | ------------------------------------- | ----------------------------------------------- |
| | HIER WOHNTE ELSE ADLER JG. 1903 DEPORTIERT 1942 ERMORDET 1942 IN PIASKI                                         | Innere Einfahrt 10 · Nördlingen ·     | Else Adler (1903–1942)                          |
| | HIER WOHNTE LUDWIG ADLER JG. 1928 DEPORTIERT 1942 ERMORDET 1942 IN PIASKI                                       | Innere Einfahrt 10 · Nördlingen ·     | Ludwig Adler (1928–1942)                        |
| | HIER WOHNTE MINA ARENSBERG GEB. KAUFMANN JG. 1876 DEPORTIERT 1942 THERESIENSTADT ERMORDET 9.1.1943              | Marktplatz 5 · Nördlingen ·           | Mina Arensberg, geb. Kaufmann (1876–1943)       |
| | HIER WOHNTE HEDWIG ASCHER GEB. STERN JG. 1883 DEPORTIERT 1942 ERMORDET IN RIGA                                  | Oskar-Mayer-Straße 26 · Nördlingen ·  | Hedwig Ascher, geb. Stern (1883–1942)           |
| | HIER WOHNTE ROSA BREDIG GEB. SCHMIEDER JG. 1861 DEPORTIERT 1942 THERESIENSTADT ERMORDET 1942                    | Löpsinger Straße 25 · Nördlingen ·    | Rosa Bredig, geb. Schmieder (1861–1942)         |
| Bild gesucht Die Wikipedia wünscht sich an dieser Stelle ein Bild vom Ort mit diesen Koordinaten 48.850297 10.4922689 . Motiv: Stolpersteine für Arthur Bühler Falls du dabei helfen möchtest, erklärt die Anleitung , wie das geht. BW        | HIER WOHNTE ARTHUR BÜHLER JG. 1904 DEPORTIERT 1942 ERMORDET IN AUSCHWITZ                                        | Henkergasse 13 · Nördlingen ·         | Arthur Bühler (1904–1942)                       |
| Bild gesucht Die Wikipedia wünscht sich an dieser Stelle ein Bild vom Ort mit diesen Koordinaten 48.8502801 10.4922763 . Motiv: Stolpersteine für Siegfried Bühler Falls du dabei helfen möchtest, erklärt die Anleitung , wie das geht. BW    | HIER WOHNTE SIEGFRIED BÜHLER JG. 1899 DEPORTIERT 1942 ERMORDET IN PIASKI                                        | Henkergasse 13 · Nördlingen ·         | Siegfried Bühler (1899–1942)                    |
| | HIER WOHNTE GÜNTER EISENMANN JG. 1927 DEPORTIERT 1942 ERMORDET IN PIASKI                                        | Berger Straße 2 · Nördlingen ·        | Günter Eisenmann (1927–1942)                    |
| | HIER WOHNTE HEINRICH EISENMANN JG. 1886 DEPORTIERT 1942 ERMORDET IN PIASKI                                      | Berger Straße 2 · Nördlingen ·        | Heinrich Eisenmann (1886–1942)                  |
| | HIER WOHNTE HELENE EISENMANN GEB. VOGEL JG. 1890 DEPORTIERT 1942 ERMORDET IN PIASKI                             | Berger Straße 2 · Nördlingen ·        | Helene Eisenmann, geb. Vogel (1890–1942)        |
| | HIER WOHNTE IDA EISENMANN GEB. KAUFMANN JG. 1886 DEPORTIERT 1942 ERMORDET IN PIASKI                             | Berger Straße 2 · Nördlingen ·        | Ida Eisenmann, geb. Kaufmann (1886–1942)        |
| | HIER WOHNTE ANTONIETTE GRADMANN JG. 1889 DEPORTIERT 1942 ERMORDET IN PIASKI                                     | Drehergasse 18 · Nördlingen ·         | Antoniette Gradmann (1889–1942)                 |
| | HIER WOHNTE BERTHA GRADMANN GEB. WALTER JG. 1857 DEPORTIERT 1942 PIASKI ERMORDET 15.4.1942                      | Drehergasse 18 · Nördlingen ·         | Bertha Gradmann, geb. Walter (1857–1942)        |
| | HIER WOHNTE HEINRICH GULDMANN JG. 1871 DEPORTIERT 1942 THERESIENSTADT ERMORDET 26.1.1944                        | Mühlgasse 3 · Nördlingen ·            | Heinrich Guldmann (1871–1944)                   |
| | HIER WOHNTE PAULINE GULDMANN GEB. WEINSCHENK JG. 1884 DEPORTIERT 1942 THERESIENSTADT ERMORDET 18.1.1944         | Mühlgasse 3 · Nördlingen ·            | Pauline Guldmann, geb. Weinschenk (1884–1944)   |
| | HIER WOHNTE ABRAHAM HAMBURGER JG. 1872 DEPORTIERT 1942 ERMORDET 31.12.1942 IN THERESIENSTADT                    | Äußere Einfahrt 5 Nördlingen ·        | Abraham Hamburger (1872–1942)                   |
| | HIER WOHNTE GERDA HAMBURGER JG. 1923 DEPORTIERT 1942 ERMORDET IN PIASKI                                         | Judengasse 14 · Nördlingen ·          | Gerda Hamburger (1923–1942)                     |
| | HIER WOHNTE HERMANN HAMBURGER JG. 1877 DEPORTIERT 1942 ERMORDET IN PIASKI                                       | Hansengasse 6 · Nördlingen ·          | Hermann Hamburger (1877–1942)                   |
| | HIER WOHNTE DR. ISAAK HAMBURGER JG. 1876 DEPORTIERT 1942 ERMORDET 22.8.1942 IN THERESIENSTADT                   | Äußere Einfahrt 5 Nördlingen ·        | Dr. Isaak Hamburger (1876–1942)                 |
| Bild gesucht Die Wikipedia wünscht sich an dieser Stelle ein Bild vom Ort mit diesen Koordinaten 48.8507618 10.4919803 . Motiv: Stolpersteine für Jenny Hamburger Falls du dabei helfen möchtest, erklärt die Anleitung , wie das geht. BW     | HIER WOHNTE JENNY HAMBURGER JG. 1886 DEPORTIERT 1942 ERMORDET IN PIASKI                                         | Henkergasse 3 · Nördlingen ·          | Jenny Hamburger (1886–1942)                     |
| | HIER WOHNTE KLARA HAMBURGER JG. 1879 DEPORTIERT 1942 ERMORDET IN PIASKI                                         | Äußere Einfahrt 5 Nördlingen ·        | Klara Hamburger (1879–1942)                     |
| | HIER WOHNTE MORITZ HAMBURGER JG. 1881 DEPORTIERT 1942 ERMORDET IN PIASKI                                        | Hansengasse 6 · Nördlingen ·          | Moritz Hamburger (1881–1942)                    |
| | HIER WOHNTE SELMA HAMBURGER GEB. EINSTEIN JG. 1889 DEPORTIERT 1942 ERMORDET IN PIASKI                           | Judengasse 14 · Nördlingen ·          | Selma Hamburger, geb. Einstein (1889–1942)      |
| Bild gesucht Die Wikipedia wünscht sich an dieser Stelle ein Bild vom Ort mit diesen Koordinaten 48.8507841 10.4919674 . Motiv: Stolpersteine für Siegfried Hamburger Falls du dabei helfen möchtest, erklärt die Anleitung , wie das geht. BW | HIER WOHNTE SIEGFRIED HAMBURGER JG. 1877 DEPORTIERT 1942 ERMORDET IN PIASKI                                     | Henkergasse 3 · Nördlingen ·          | Siegfried Hamburger (1877–1942)                 |
| | HIER WOHNTE WILLI HAMBURGER JG. 1876 DEPORTIERT 1942 ERMORDET IN PIASKI                                         | Judengasse 14 · Nördlingen ·          | Willi Hamburger (1876–1942)                     |
| | HIER WOHNTE HERMANN HEINEMANN JG. 1880 DEPORTIERT 1942 ERMORDET IN RIGA                                         | Deininger Straße 13 · Nördlingen ·    | Hermann Heinemann (1880–1942)                   |
| | HIER WOHNTE ROSA HEINEMANN JG. 1892 DEPORTIERT 1942 ERMORDET IN COSEL                                           | Deininger Straße 13 · Nördlingen ·    | Rosa Heinemann (1892–1942)                      |
| | HIER WOHNTE ADELHEID KAUFMANN GEB. KAUFMANN JG. 1865 DEPORTIERT 1942 THERESIENSTADT ERMORDET 2.10.1942          | Marktplatz 5 · Nördlingen ·           | Adelheid Kaufmann, geb. Kaufmann (1865–1942)    |
| | HIER WOHNTE LEOPOLD LEHMANN JG. 1867 DEPORTIERT 1942 THERESIENSTADT ERMORDET 1.10.1942                          | Manggasse 1 · Nördlingen ·            | Leopold Lehmann (1867–1942)                     |
| | HIER WOHNTE LINA LEHMANN GEB. FEUCHTWANGER JG. 1876 DEPORTIERT 1942 THERESIENSTADT ERMORDET 26.2.1943           | Manggasse 1 · Nördlingen ·            | Lina Lehmann, geb. Feuchtwanger (1876–1943)     |
| | HIER WOHNTE BERND MICHAEL MAHLER JG. 1937 DEPORTIERT 1942 ERMORDET IN PIASKI                                    | Löpsinger Straße 38 · Nördlingen ·    | Bernd Michael Mahler (1937–1942)                |
| | HIER WOHNTE HELENE MAHLER GEB. RAKOWSKY JG. 1906 DEPORTIERT 1942 ERMORDET IN PIASKI                             | Löpsinger Straße 38 · Nördlingen ·    | Helene Mahler, geb. Rakowsky (1906–1942)        |
| | HIER WOHNTE ELSA MAYER GEB. MANNHEIMER JG. 1874 DEPORTIERT 1942 AUSCHWITZ ERMORDET 1944                         | Löpsinger Straße 25 · Nördlingen ·    | Elsa Mayer, geb. Mannheimer (1874–1942)         |
| | HIER WOHNTE MAX MAYER JG. 1866 DEPORTIERT 1942 THERESIENSTADT ERMORDET 1942                                     | Löpsinger Straße 25 · Nördlingen ·    | Max Mayer (1866–1942)                           |
| | HIER WOHNTE LAURA NEUMANN GEB. OBERMEIER JG. 1862 DEPORTIERT ERMORDET                                           | Am Grünen Meer 1 · Nördlingen ·       | Laura Neumann, geb. Obermeier (1862–?)          |
| | HIER WOHNTE LOUIS NEUMANN JG. 1896 VERHAFTET KZ DACHAU TOT 1938                                                 | Am Grünen Meer 1 · Nördlingen ·       | Louis Neumann (1896–1938)                       |
| | HIER WOHNTE LINA REGENSTEINER GEB. GUTMANN JG. 1872 DEPORTIERT 1942 THERESIENSTADT ERMORDET 1942                | Bräugasse 16 · Nördlingen ·           | Lina Regensteiner, geb. Gutmann (1872–1942)     |
| | HIER WOHNTE SELMA REGENSTEINER JG. 1897 DEPORTIERT 1942 ERMORDET IN PIASKI                                      | Bräugasse 16 · Nördlingen ·           | Selma Regensteiner (1897–1942)                  |
| | HIER WOHNTE PAULA ROSENBERGER JG. 1895 DEPORTIERT 1942 ERMORDET IN AUSCHWITZ                                    | unverlegt?                            | Paula Rosenberger (1895–1942)                   |
| | HIER WOHNTE KONRAD SCHRÖPEL JG. 1896 VERHAFTET 24.3.1940 GEFÄNGNIS AUGSBURG ERMORDET 6.4.1940                   | Obstmarkt 1 · Nördlingen ·            | Konrad Schröpel (1896–1940)                     |
| | HIER WOHNTE JAKOB SELIGMANN JG. 1878 DEPORTIERT 1942 ERMORDET IN PIASKI                                         | Berger Straße 8 · Nördlingen ·        | Jakob Seligmann (1878–1942)                     |
| | HIER WOHNTE BENNO SCHWEISHEIMER JG. 1898 DEPORTIERT 1942 ERMORDET IN PIASKI                                     | Deininger Straße 23 · Nördlingen ·    | Benno Schweisheimer (1898–1942)                 |
| | HIER WOHNTE MATHILDE SCHWEISHEIMER GEB.MENDLE JG. 1873 DEPORTIERT 1942 THERESIENSTADT ERMORDET DEZ. 1942        | Frauengasse 17 · Nördlingen ·         | Mathilde Schweisheimer, geb.Mendle (1873–1942)  |
| | HIER WOHNTE MORITZ SCHWEISHEIMER JG. 1862 DEPORTIERT 1942 THERESIENSTADT ERMORDET 14.11.1942                    | Frauengasse 17 · Nördlingen ·         | Moritz Schweisheimer (1862–1942)                |
| | HIER WOHNTE JULIUS SIEGBERT JG. 1875 DEPORTIERT 1942 ERMORDET IN PIASKI                                         | Henkergasse 20 · Nördlingen ·         | Julius Siegbert (1875–1942)                     |
| | HIER WOHNTE SOFIE SIEGBERT GEB. AUFHÄUSER JG. 1877 DEPORTIERT 1942 ERMORDET IN PIASKI                           | Henkergasse 20 · Nördlingen ·         | Sofie Siegbert, geb. Aufhäuser (1875–1942)      |
| | HIER WOHNTE THEKLA STOLL JG. 1897 DEPORTIERT 1942 ERMORDET IN AUSCHWITZ                                         | Am Grünen Meer 1 · Nördlingen ·       | Thekla Stoll (1897–1942)                        |
| | HIER WOHNTE FRIEDA STOLL GEB. HUBERT JG. 1871 DEPORTIERT 1942 THERESIENSTADT ERMORDET 12.1.1943                 | Am Grünen Meer 1 · Nördlingen ·       | Frieda Stoll, geb. Hubert (1871–1943)           |
| | HIER WOHNTE HERBERT LUDWIG WEISSBACHER JG. 1923 DEPORTIERT 1942 AUSCHWITZ ERMORDET 18.9.1942                    | Löpsinger Graben 10 · Nördlingen ·    | Herbert Ludwig Weissbacher (1923–1942)          |
| | HIER WOHNTE MAX WEISSBACHER JG. 1885 DEPORTIERT 1942 ERMORDET IN AUSCHWITZ                                      | Löpsinger Graben 10 · Nördlingen ·    | Max Weissbacher (1885–1942)                     |
| | HIER WOHNTE OLGA WEISSBACHER GEB. BACHENHEIMER JG. 1898 DEPORTIERT 1942 ERMORDET IN AUSCHWITZ                   | Löpsinger Graben 10 · Nördlingen ·    | Olga Weissbacher, geb. Bachenheimer (1898–1942) |
| | HIER WOHNTE JOSEF WITTMANN JG. 1899 IM WIDERSTAND VERHAFTET 15.3.1940 GEFÄNGNIS PLÖTZENSEE ENTHAUPTET 17.7.1942 | Mittlere Gerbergasse 4 · Nördlingen · | Josef Wittmann (1899–1942)                      |

## Verlegedaten
- 8. November 2005
- 12. September 2006
- 11. April 2007
- 14. Februar 2008
- 25. September 2008[1]